# Schulmädchen-Report. 8. Teil: Was Eltern nie erfahren dürfen
Schulmädchen-Report. 8. Teil: Was Eltern nie erfahren dürfen ist ein deutscher Erotikfilm aus dem Jahr 1974 und der achte Teil der Schulmädchen-Report-Reihe.
Der Film gehört zum Genre der Report-Filme, das heißt, es handelt sich hierbei um einen Erotikfilm, der im Stile eines Dokumentarfilms gedreht wurde.

## Handlung
Der Film zeigt eine Mädchenklasse, die sich auf einer Klassenfahrt befindet. Im Bus auf der Hinfahrt vertreiben sich einige Schülerinnen damit die Zeit, von ihren jeweiligen sexuellen Erfahrungen zu berichten. Diese werden dem Zuschauer in sieben Episoden detailliert vor Augen geführt.
Als schließlich der Zielort, ein Landschulheim, erreicht wird, machen die Mädchen genau da weiter, wo ihre Erfahrungsberichte enden.

## Kritiken
„Von seinen Vorgängern nur durch die laufende Nummer unterscheidbarer Pseudoreport über die sexuellen Abenteuer einer Abiturklasse in einem Landschulheim.“